# Anoixi (ort i Grekland)
Anoixi (Anixi) är en ort i Grekland.   Den ligger i prefekturen Nomarchía Anatolikís Attikís och regionen Attika, i den sydöstra delen av landet, 21 km nordost om huvudstaden Aten. Anoixi ligger 406 meter över havet och antalet invånare är 6 510.
Terrängen runt Anoixi är huvudsakligen kuperad, men den allra närmaste omgivningen är platt.Runt Anoixi är det tätbefolkat, med 286 invånare per kvadratkilometer. Närmaste större samhälle är Kifisiá, 7,7 km sydväst om Anoixi. Trakten runt Anoixi består till största delen av jordbruksmark.